# Concours de modèle et allures

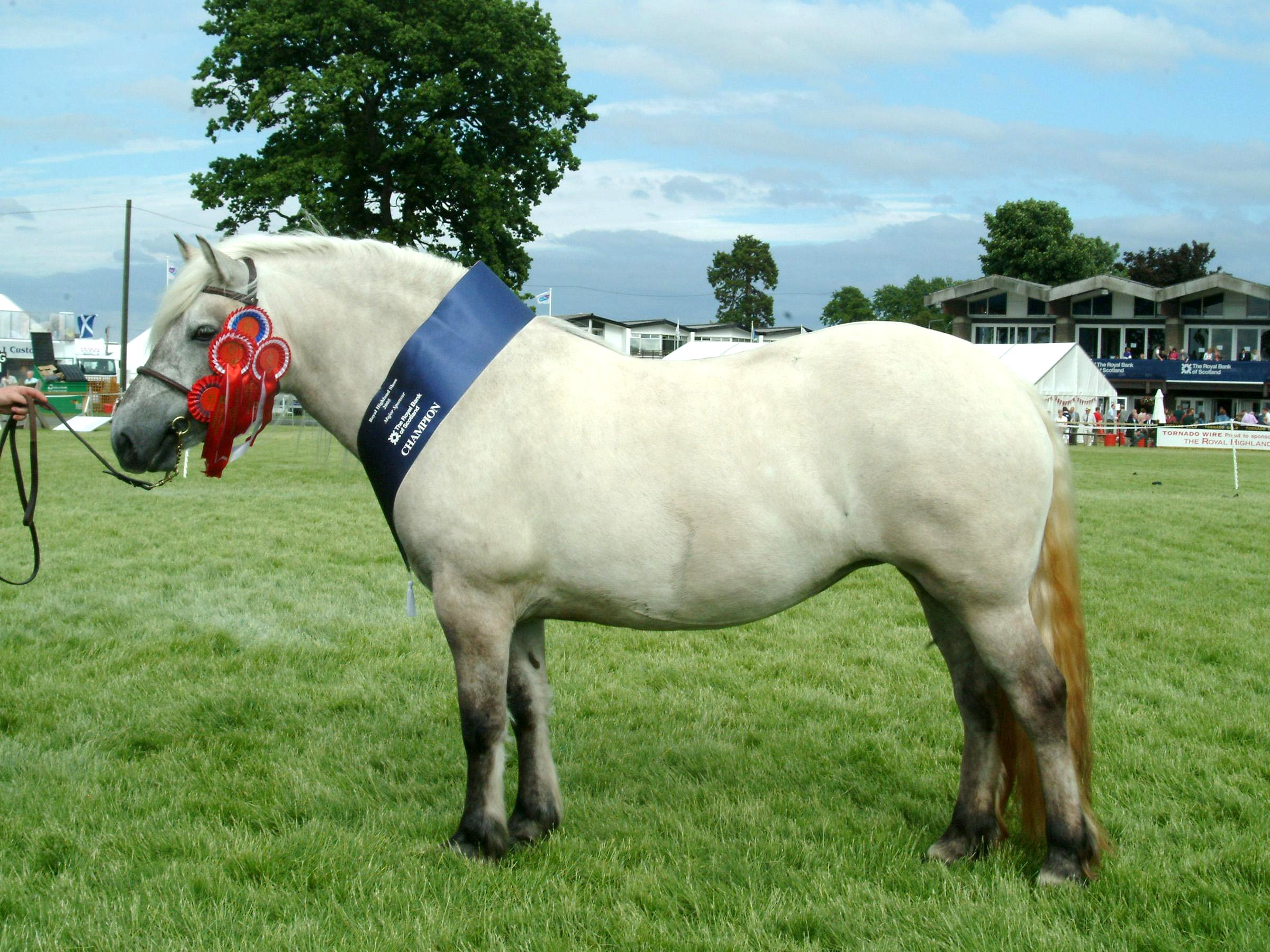
Poney Highland primé lors du Royal Highland Show de 2005.

Un concours de modèle et allures est un type de concours, impliquant le plus souvent les équidés (cheval, poney et âne), durant lequel les animaux sont jugés sur leur morphologie et sur leurs allures.

## Jugement
En concours de modèle et allures, le jugement s'effectue sur la base de critères fonctionnels ou esthétiques prenant en compte la valeur commerciale et utilitaire ainsi que la santé des animaux concernés.

## But
L'objectif d'un concours de modèle et allures est à la fois de favoriser la rencontre des éleveurs et des acheteurs d'animaux et d'orienter la sélection de chaque race en en mettant en valeur les meilleurs spécimens.